# John Fitzgerald (Langstreckenläufer)
John Fitzgerald (John Ebenezer Fitzgerald; * 8. September 1886; † 1963) war ein kanadischer Mittel- und Langstreckenläufer.
Bei den Olympischen Spielen 1908 in London wurde er Siebter über fünf Meilen. Über 1500 m schied er im Halbfinale aus, und im Hindernislauf über 3200 m erreichte er nicht das Ziel.